# 럭 바이 찬스
럭 바이 찬스(Luck By Chance)는 인도에서 제작된 조야 악타르 감독의 2009년 드라마 영화이다. 파르한 악타르 등이 주연으로 출연하였고 파르한 악타르 등이 제작에 참여하였다.

## 출연

### 주연
- 파르한 악타르
- 콘코나 센 샤르마

### 조연
- 리시 카푸르
- 딤플 카파디아
- 이샤 샤르바니
- 산제이 카푸르
- 주히 초울라
- 리틱 로샨
- 엘리 칸
- 쉬바 차다
- 아르준 메서
- 아미르 칸
- 라지쿠마르 히라니
- 사우라브 슈클라
- 매니쉬 말호트라
- 매니쉬 에차리야
- 아누락 카시압
- 악샤예 칸나
- 자베드 악타르
- 샤바나 아즈미
- 라니 무케르지
- 디야 미르자
- 아비쉑 밧찬
- 존 에이브러햄
- 란비르 카푸르
- 비벡 오베로이
- 보만 이라니
- 카리나 카푸르
- 카란 조하르
- 로닛 로이
- 샤룩 칸
- 앤커 티워리

## 제작진
- 각색: 자베드 악타르
- 의상: 아준 바신
- 배역: 난디니 슈리켄트